# Oncideres punctata
Oncideres punctata är en skalbaggsart som beskrevs av Dillon 1946. Oncideres punctata ingår i släktet Oncideres och familjen långhorningar.
Artens utbredningsområde är:
- Costa Rica.
- Honduras.
- Nicaragua.

Inga underarter finns listade i Catalogue of Life.